# 中興間氣集
《中興間氣集》是唐詩選集，唐代高仲武编选。詩集2卷。
《中兴间气集》选录唐肃宗至德初年（756年）到唐代宗大历末（779年）二十多年間的作家作品﹐共計26人﹐收诗130多首，如窦参、李希仲、张众甫、杜诵、姚伦、郑常、苏涣、刘湾等人的诗歌，皆因此得以保存，收錄标准“但使体状風雅，理致清新，观者易心，听者竦耳，则朝野通取，格律兼收。”然而，《中兴间气集》未收杜詩，因安史之亂後的“中兴”时期，杜甫已非青年诗人，不在选录之列。其他如王维、李白、高适、岑参等人，一概未选。由於品评爭議頗大，後人颇多微辞，如郑谷稱：“殷璠裁鉴英灵集，颇觉同才得旨深。何事後来高仲武﹐品题《间气》未公心”。意思说《中兴间气集》不如殷璠之《河岳英灵集》品评公允。陆游也說他“评品多妄”﹑“议论凡鄙”。